# Fley
Fley település Franciaországban, Saône-et-Loire megyében. Lakosainak száma 192 fő (2022. január 1.). Fley Cersot, Bissy-sur-Fley, Chenôves, Culles-les-Roches, Germagny, Saint-Vallerin és Savianges községekkel határos.

## Népesség
A település népességének változása:
| Lakosok száma | 230  | 232  | 231  | 211  | 201  | 196  | 194  | 191  | 192  |
|               | 2013 | 2015 | 2016 | 2017 | 2018 | 2019 | 2020 | 2021 | 2022 |